# Джаксън (окръг, Северна Каролина)
Вижте пояснителната страница за други населени места с името Джаксън.
Окръг Джаксън (на английски: Jackson County) е окръг в щата Северна Каролина, Съединени американски щати. Площта му е 1279 km², а населението – 42 241 души (2016). Административен център е град Силва.